# Janjanbureh
Janjanbureh (före 1995: Georgetown) är en ort och ett distrikt i Gambia. Janjanbureh är huvudort i regionen Central River och i kommunen Janjanbureh. Orten ligger i den östra delen av landet, 200 km öster om huvudstaden Banjul. Antalet invånare var 3 789 vid folkräkningen 2013. Janjanbureh ligger på ön Janjanbureh Island i Gambiafloden.